# Décès en juin 1949
Décès
- 1945
- 1946
- 1947
- 1948
- 1949
- 1950
- 1951
- 1952
- 1953

Pour une information complémentaire, voir la page d'aide.

| Date    | Nom                  | Pays                   | Activités                   | Âge | Source |
| ------- | -------------------- | ---------------------- | --------------------------- | --- | ------ |
| 23 juin | Yrjö Johannes Eskelä | Drapeau de la Finlande | Homme politique finlandais. | 63  |        |